# UMLet
UMLet est un logiciel libre de dessin de diagrammes UML écrit en Java.
Il est développé par M. Auer, J. Poelz, A. Fuernweger, L. Meyer et T. Tschurtschenthaler. La version 1.0 fut publiée le 21 juin 2002.
Ses objectifs de conception sont décrits dans l'article A Flyweight UML Modelling Tool for Software Development in Heterogeneous Environments.